# Lijst van nummer 1-albums in de Nederlandse Album Top 100 in 1988
Onderstaande albums stonden in 1988 op nummer 1 in de Nationale Totale Top 75, de voorloper van de huidige Nederlandse Album Top 100. Wekelijks verzamelde bureau Intomart gegevens voor het samenstellen van de lijst onder auspiciën van Buma/Stemra. Vanaf 24 september 1988 werd de Nationale Totale Top 75 uitgebreid tot een Top 100.
| Nummer | Datum        | Artiest                                  | Titel                                    | Opmerking     |
| ------ | ------------ | ---------------------------------------- | ---------------------------------------- | ------------- |
|        | 2 januari    | geen Nationale Totale Top 75 verschenen  | geen Nationale Totale Top 75 verschenen  |               |
| 255    | 9 januari    | UB40                                     | The best of - Volume one                 | Verzamelalbum |
|        | 16 januari   | UB40                                     | The best of - Volume one                 | Verzamelalbum |
|        | 23 januari   | UB40                                     | The best of - Volume one                 | Verzamelalbum |
| 256    | 30 januari   | Diverse artiesten                        | Dirty dancing                            | Soundtrack    |
|        | 6 februari   | Diverse artiesten                        | Dirty dancing                            | Soundtrack    |
|        | 13 februari  | Diverse artiesten                        | Dirty dancing                            | Soundtrack    |
|        | 20 februari  | Diverse artiesten                        | Dirty dancing                            | Soundtrack    |
|        | 27 februari  | Diverse artiesten                        | Dirty dancing                            | Soundtrack    |
|        | 5 maart      | Diverse artiesten                        | Dirty dancing                            | Soundtrack    |
|        | 12 maart     | Diverse artiesten                        | Dirty dancing                            | Soundtrack    |
|        | 19 maart     | Diverse artiesten                        | Dirty dancing                            | Soundtrack    |
|        | 26 maart     | Diverse artiesten                        | Dirty dancing                            | Soundtrack    |
|        | 2 april      | Diverse artiesten                        | Dirty dancing                            | Soundtrack    |
|        | 9 april      | Diverse artiesten                        | Dirty dancing                            | Soundtrack    |
| 257    | 16 april     | Toto                                     | The seventh one                          |               |
|        | 23 april     | Toto                                     | The seventh one                          |               |
|        | 30 april     | Toto                                     | The seventh one                          |               |
|        | 7 mei        | Toto                                     | The seventh one                          |               |
|        | 14 mei       | Toto                                     | The seventh one                          |               |
| 258    | 21 mei       | Sade                                     | Stronger than pride                      |               |
| 259    | 28 mei       | Prince                                   | Lovesexy                                 |               |
|        | 4 juni       | Prince                                   | Lovesexy                                 |               |
|        | 11 juni      | Prince                                   | Lovesexy                                 |               |
| 260    | 18 juni      | Tracy Chapman                            | Tracy Chapman                            |               |
|        | 25 juni      | Tracy Chapman                            | Tracy Chapman                            |               |
|        | 2 juli       | Tracy Chapman                            | Tracy Chapman                            |               |
|        | 9 juli       | Tracy Chapman                            | Tracy Chapman                            |               |
|        | 16 juli      | Tracy Chapman                            | Tracy Chapman                            |               |
|        | 23 juli      | Tracy Chapman                            | Tracy Chapman                            |               |
|        | 30 juli      | Tracy Chapman                            | Tracy Chapman                            |               |
|        | 6 augustus   | Tracy Chapman                            | Tracy Chapman                            |               |
| 261    | 13 augustus  | Koos Alberts                             | Het leven gaat door                      |               |
|        | 20 augustus  | Koos Alberts                             | Het leven gaat door                      |               |
|        | 27 augustus  | Koos Alberts                             | Het leven gaat door                      |               |
|        | 3 september  | Koos Alberts                             | Het leven gaat door                      |               |
|        | 10 september | Koos Alberts                             | Het leven gaat door                      |               |
|        | 17 september | Koos Alberts                             | Het leven gaat door                      |               |
|        | 24 september | Koos Alberts                             | Het leven gaat door                      |               |
|        | 1 oktober    | Koos Alberts                             | Het leven gaat door                      |               |
| 262    | 8 oktober    | Level 42                                 | Staring at the sun                       |               |
| 263    | 15 oktober   | BZN                                      | Endless dream                            |               |
|        | 22 oktober   | BZN                                      | Endless dream                            |               |
| 264    | 29 oktober   | U2                                       | Rattle and hum                           |               |
|        | 5 november   | U2                                       | Rattle and hum                           |               |
| 265    | 12 november  | Dire Straits                             | Money for nothing                        |               |
|        | 19 november  | Dire Straits                             | Money for nothing                        |               |
|        | 26 november  | Dire Straits                             | Money for nothing                        |               |
| 266    | 3 december   | INXS/Wet Wet Wet/Robert Cray             | 3x Gold                                  |               |
|        | 10 december  | INXS/Wet Wet Wet/Robert Cray             | 3x Gold                                  |               |
| 265    | 17 december  | Dire Straits                             | Money for nothing                        |               |
|        | 24 december  | Dire Straits                             | Money for nothing                        |               |
|        | 31 december  | geen Nationale Totale Top 100 verschenen | geen Nationale Totale Top 100 verschenen |               |